# Chemilla
Chemilla korábbi község (település) Franciaországban, Jura megyében. 2019. január 1-jén Cézia, Lavans-sur-Valouse és Saint-Hymetière községgel egyesült és Saint-Hymetière-sur-Valouse új község része lett.
Lakosainak száma 116 fő (2016. január 1.). Chemilla Saint-Hymetière, Cézia, Lavans-sur-Valouse és Vosbles községekkel határos.

## Népesség
A település népességének változása:
| Lakosok száma | 112  | 111  | 116  |
|               | 2013 | 2015 | 2016 |